# Ettore Puricelli
Pour les articles homonymes, voir Puricelli.
Ettore Puricelli (né le 15 septembre 1916 à Montevideo (Uruguay) et mort le 14 mai 2001 à Rome (Italie)) est un footballeur international italien évoluant au poste d'attaquant ainsi qu'un entraîneur de football.

## Biographie
D'origine uruguayenne, Puricelli est formé au Liverpool Montevideo. Il évolue ensuite au Central Español avant de rejoindre l'Italie qu'il ne quittera plus. L'attaquant évolue au sein de trois clubs italiens durant sa carrière : le Bologne FC, l'AC Milan et l'AC Legnano. Il est aussi sélectionné au sein de l'équipe d'Italie de football avec lequel il marque un but pour un match seulement. Il entraîne ensuite divers clubs italiens tels que le Milan ou l'US Foggia ainsi qu'un club portugais, le FC Porto.

## Palmarès

### Palmarès de joueur
- Vainqueur du Championnat d'Italie de football en 1939 et en 1941 avec le Bologne FC.

- Meilleur buteur du Championnat d'Italie de football 1938-1939 avec 19 buts et du Championnat d'Italie de football 1940-1941 avec 22 buts[1].

### Palmarès d'entraîneur
- Vainqueur du Championnat d'Italie de football en 1955 avec le Milan AC.

- Vainqueur de la Coupe latine de football en 1956 avec le Milan AC.